# Maikel Franco
Maikel Antonio Franco (ur. 26 sierpnia 1992) – dominikański baseballista występujący na pozycji trzeciobazowego w Philadelphia Phillies.

## Przebieg kariery

### Minor League Baseball
W styczniu 2010 podpisał kontrakt jako wolny agent z Philadelphia Phillies. Zawodową karierę rozpoczął na poziomie Rookie w GCL Phillies. W sezonie 2011 grał w Williamsport Crosscutters (Class A Short Season) i Lakewood BlueClaws (Class A). W 2012 rozegrał 132 mecze w Lakewood BlueClaws.
Sezon 2013 rozpoczął od występów w Clearwater Treshers (Class A Advanced), a w czerwcu został przesunięty do zespołu Reading Fightin Phills (Double A). W 2014 rozegrał 133 mecze w Lehigh Valley IronPigs z (Triple A).

### Philadelphia Phillies
2 września 2014 otrzymał powołanie do składu Philadelphia Phillies i tego samego dnia zadebiutował w Major League Baseball w meczu przeciwko Atlanta Braves.
Sezon 2015 rozpoczął od występów w Lehigh Valley IronPigs i w 33 meczach uzyskał średnią 0,355 i zaliczył 33 RBI. 15 maja 2015 został przesunięty do 40-osobowego składu Philadelphia Phillies. Dwa dni później w meczu z Arizona Diamondbacks zdobył pierwszego home runa w MLB. 23 czerwca 2015 w spotkaniu z New York Yankees został pierwszym zawodnikiem w historii klubu od 1920 roku, kiedy RBI uznano za oficjalną statystykę, który zaliczył 5 RBI w dwóch meczach z rzędu. W czerwcu 2015 uzyskał średnią 0,352, zdobył 8 home runów, zaliczył 24 RBI i został wybrany najlepszym debiutantem miesiąca w National League. 4 sierpnia 2015 w meczu przeciwko Los Angeles Dodgers zdobył pierwszego grand slama w MLB.